# Stommeer

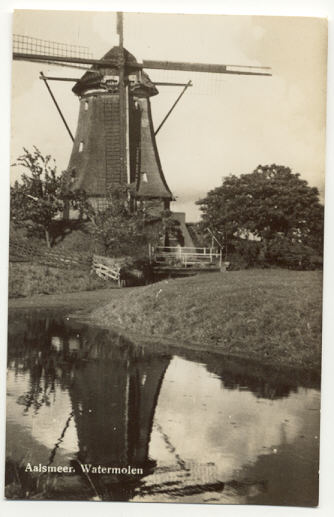
Stommeermolen Aalsmeer, begin 20e eeuw

Het Stommeer is een voormalig meer nabij Aalsmeer. Het meer werd rond 1650 drooggelegd. Vandaag de dag herinneren de straatnamen Stommeerkade en Stommeerweg in Aalsmeer nog aan dit water. Het Stommeer is ook een buurtschap in Aalsmeer.

## Geschiedenis
Het Stommeer is in de Middeleeuwen ontstaan door het afgraven van turf. In de buurt van het Stommeer ontstonden door deze vervening ook de Oosteinderpoel, de Schinkelpoel, het Hornmeer, het Legmeer en de Westeinderplassen. Oorspronkelijk was het Stommeer eigendom van de graven van Holland, later werd de stad Leiden eigenaar van het meer.
Omdat men rond Leiden behoefte had aan landbouwgrond werd in 1624 besloten het Stommeer droog te leggen. Tegelijkertijd zouden ook de meren rond Lisse (Hellegat, Geestwater en de Noord- en Zuidpoel) worden drooggelegd. De drooglegging van al deze wateren was in eerste instantie in handen van de kerken van Leiden, zij zouden de grond mogen bewerken. In 1624 startten de kerken met bedijking en droogmaking van de meren rond Lisse.
De droogmakerij viel tegen en leverde minder op dan gehoopt. Men besloot af te zien van het droogmaken van het Stommeer, het recht tot droogmakerij werd daarom rond 1625 verkocht aan rijke Amsterdamse kooplieden - met David van Baerle als belangrijkste.

## Stommeermolen
Voor het droogmalen van het Stommeer (start: 1650) werd gebruikgemaakt van molens. De familie Van Baerle werkte samen met de uitvinder van de vijzel: Symon Hulsebosch, daarom werd gekozen voor vijzel- of schroefmolens. Beneden het IJ (bij Amsterdam) is het Stommeer de eerste droogmakerij die door vijzels tot stand is gekomen. De molens werden geplaatst langs de noordoostelijke ringdijk, destijds Geylwijkerlaan geheten. In 1967 werd een nieuw gemaal gebouwd voor de bemaling van zowel de Stommeerpolder als de nabijgelegen Hornmeerpolder.
De Stommeermolen bestaat nog steeds en is te vinden in het verlengde van de Stommeerkade te Aalsmeer, de Geijlwijckerweg. Vanaf 1987 is de molen het eigendom van de Rijnlandse Molenstichting. Het is een typische poldermolen.